# Paragominas
Paragominas este un oraș în Pará (PA), Brazilia.